# Eorpwald
Eorpwald, psáno také Erpenwald nebo Earpwald, byl anglosaský král království Východní Anglie, které zhruba zahrnovalo současná hrabství Norfolk a Suffolk. Na trůn nastoupil někdy kolem roku 624. Jeho panování nemělo dlouhého trvání, o několik let později byl zavražděn jedním z šlechticů. Stalo se tak někdy mezi lety 627–632. Eorpwald nastoupil na trůn jako nezávislý vládce Východních Anglů po svém otci králi Rædwaldovi. Rodem náležel k anglosaské dynastii Wuffingů, pojmenované po pololegendárním králi Wuffovi.

Lokalizace království Východní Anglie

Mapa uspořádání Británie okolo roku 600

O jeho životě a krátké vládě je známo jen málo, neboť o království Východních Anglů se dochovalo jen málo písemných pramenů. Hlavním zdrojem o Eorpwaldově životě jsou tak pouze latinsky psané Církevní dějiny národa Anglů z pera Bedy Ctihodného, sepsané až v 8. století. Brzy poté, co se Eorpwald stal králem, získal křesťanské vzdělání a byl pokřtěn v roce 627 nebo 632. Nedlouho po jeho konverzi k nové víře byl zabit pohanským šlechticem Ricberhtem, který ho na trůnu patrně vystřídal, nevládl však déle než tři roky. Motiv Ricberhtovy vraždy byl pravděpodobně politický i náboženský. Podle některých historiků jako je Nicholas John Higham byl Eorpwald v očích své šlechty chápán jako vládce příliš poddajný vůči Northumbrii, čili mohl být i považován za panovníka slabého. Po Eorpwaldově smrti došlo k restauraci starých pořádků návratem k původnímu germánskému náboženství. Eorpwald byl prvním anglickým králem, který zemřel z důvodu přijetí křesťanského vyznání mučednickou smrtí. Církev ho po jeho smrti uctívala jako svatého a mučedníka. Eorpwald nicméně nebyl úplným křesťanem, vyznával obě náboženství současně jako jeho otec Rædwald, patrně aby nepůsobil rozkol ve svém království a vyšel vstříc jak církvi, tak i pohanům.
V roce 1939 byla v Sutton Hoo v anglickém Suffolku pod jednou ze dvou velkých mohyl nalezena pohřební loď. Zde pochovaný velmož, s největší pravděpodobností východoanglický panovník, je nejčastěji britskými historiky pokládán za Eorpwaldova otce Rædwalda, není však ani vyloučeno, že zde byl pohřben sám Rædwaldův zavražděný syn.